# Trop crédules
Trop crédules è un cortometraggio del 1908 diretto da Jean Durand.
Prima apparizione sullo schermo per Maurice Chevalier.

## Trama
Uno studente e i suoi compagni fanno uno scherzo al custode. Lo invitano a bere champagne, poi si travestono da fantasmi e spostano i mobili nell'oscurità.